# Leonberg (Oberpfalz)
Leonberg település Németországban, azon belül Bajorországban. Lakosainak száma 1039 fő (2023. december 31.). Leonberg Tirschenreuth, Mitterteich, Waldsassen és Neualbenreuth községekkel határos.

## Népesség
A település népessége az elmúlt években az alábbi módon változott:
| Lakosok száma | 1173 | 1042 | 1067 | 1059 | 1026 | 1015 | 995  | 1019 | 1028 | 1039 |
|               | 1970 | 1975 | 2011 | 2012 | 2014 | 2015 | 2017 | 2019 | 2022 | 2023 |